# Delaware Federals
I Delaware Federals sono stati una squadra di hockey su ghiaccio statunitense, che per tutta la breve durate della sua esistenza ha militato nell Federal Hockey League. Rappresentavano il Delaware, ma non avevano un proprio impianto casalingo, giocando gli incontri in itinere.

## Storia
La squadra nacque quando i Vermont Wild vennero sciolti, nel novembre del 2011. I presidenti delle altre squadre, temendo un calo dei ricavi per il minor numero di incontri casalinghi, spinsero la lega a creare i Federals, squadra composta essenzialmente dagli ex giocatori dei Wild ancora liberi. Non avendo trovato un campo di gioco in Delaware, il team fu una squadra itinerante, ed il nucleo di giocatori veniva integrato di volta in volta da giocatori locali.
Terminarono il campionato al penultimo posto, davanti ai Danville Dashers.